# Zweibettwirbelschicht-Gaserzeugung

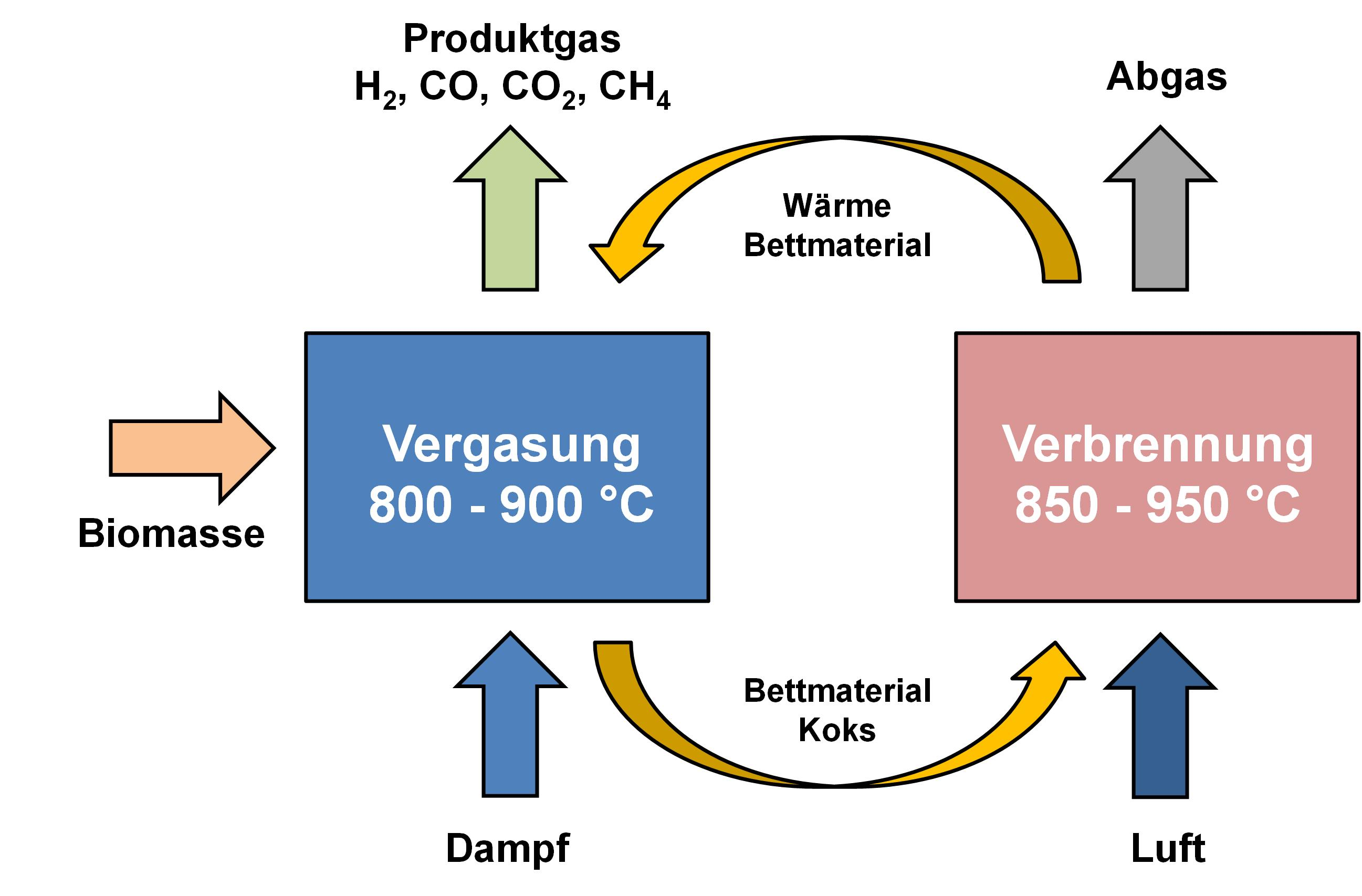
Grundprinzip der Zweibettwirbelschicht Gaserzeugung

Die Zweibettwirbelschicht-Gaserzeugung (englisch dual fluidized bed (DFB) gasification) ist eine Technologie zur thermochemischen Umwandlung von biogenen Brennstoffen in ein stickstofffreies Produktgas. Durch die spezielle Prozessführung wird einerseits die Verdünnung des Produktgases mit Stickstoff vermieden und andererseits ein kontinuierlicher Prozess der endothermen Gaserzeugung ermöglicht. Das erzeugte Produktgas besteht hauptsächlich aus Wasserstoff, Kohlenstoffmonoxid, Kohlenstoffdioxid und Methan.

## Grundprinzip
Der Brennstoff (Biomasse) wird in den sogenannten Vergasungsreaktor eingebracht. Bei 800 bis 900 °C wird der Brennstoff mittels Wasserdampf in ein Gas überführt. Ein geringer Anteil verbleibt als fester Biomassekoks zurück. Der Reaktor selbst wird als Wirbelschicht betrieben. Das im Wirbelschichtreaktor eingesetzte Bettmaterial gewährleistet einen ausgezeichneten Wärmeübergang und eine gleichmäßige Temperaturverteilung im Reaktor.
Da die Umsetzung des Brennstoffs mit Wasserdampf in Summe endotherm ist, also Energie benötigt, wird das Bettmaterial zusammen mit dem Biomassekoks kontinuierlich in den Verbrennungsreaktor ausgetragen. Dort wird der Biomassekoks verbrannt und heizt somit das Bettmaterial auf. Dieses wird danach wieder in den Vergasungsreaktor transportiert, wo die Wärme zur Aufrechterhaltung der Gaserzeugungsreaktionen wieder abgegeben wird. Somit kann mit dem Bettmaterial als Wärmeträger ein kontinuierlicher Prozess gewährleistet werden, der die räumliche Trennung von Gaserzeugung und Verbrennung realisiert.

## Industrielle Anlagen
Die Zweibettwirbelschicht Gaserzeugung wurde seit 1998 intensiv von Hermann Hofbauer an der TU Wien erforscht (z. B.). Basierend auf diesem Prinzip wurden industrielle Anlagen mit verschiedenen Leistungsgrößen realisiert. Güssing/Österreich (8 MW), Oberwart/Österreich (8,6 MW) und Senden/Deutschland (15 MW) wurden zur Strom und Wärmeproduktion realisiert. In Göteborg/Schweden (33 MW) konnte erstmals die Produktion von synthetischem Erdgas (SNG) im industriellen Maßstab demonstriert werden. Für alle industriellen Anlagen charakteristisch ist die Ausführung des Vergasungsreaktors als blasenbildende Wirbelschicht und die Ausführung des Verbrennungsreaktors als schnelle (transportierende) Wirbelschicht. Als Bettmaterial wird typischerweise Olivin eingesetzt.

## Verfahrensvarianten

### Sorptionsunterstützte Gaserzeugung (engl. Sorption Enhanced Reforming)
Bei der Verwendung von Kalkstein als Bettmaterial und das Absenken der Gaserzeugungstemperatur auf ca. 650 °C (bei gleichzeitiger Beibehaltung der hohen Temperaturen im Verbrennungsreaktor) ist die Erzeugung eines wasserstoffreichen Produktgases (ca. 70 vol.-% Wasserstoff) möglich: Durch den großen Temperaturunterschied zwischen Vergasungsreaktor und Verbrennungsreaktor kann der Kalkstein im Vergasungsreaktor direkt Kohlenstoffdioxid aufnehmen und im Verbrennungsreaktor wieder abgeben. Durch die Verschiebung des chemischen Gleichgewichts entstehen so hohe Wasserstoffgehalte im Produktgas.

### Gaserzeugung mit Kohlenstoffdioxid
Eine weitere Möglichkeit die Produktgaszusammensetzung zu beeinflussen ist die Verwendung von Kohlenstoffdioxid als Vergasungsmedium (anstatt Wasserdampf). Die Erzeugung eines kohlenstoffmonoxidreichen Produktgases ist die Folge.